# PFM-1

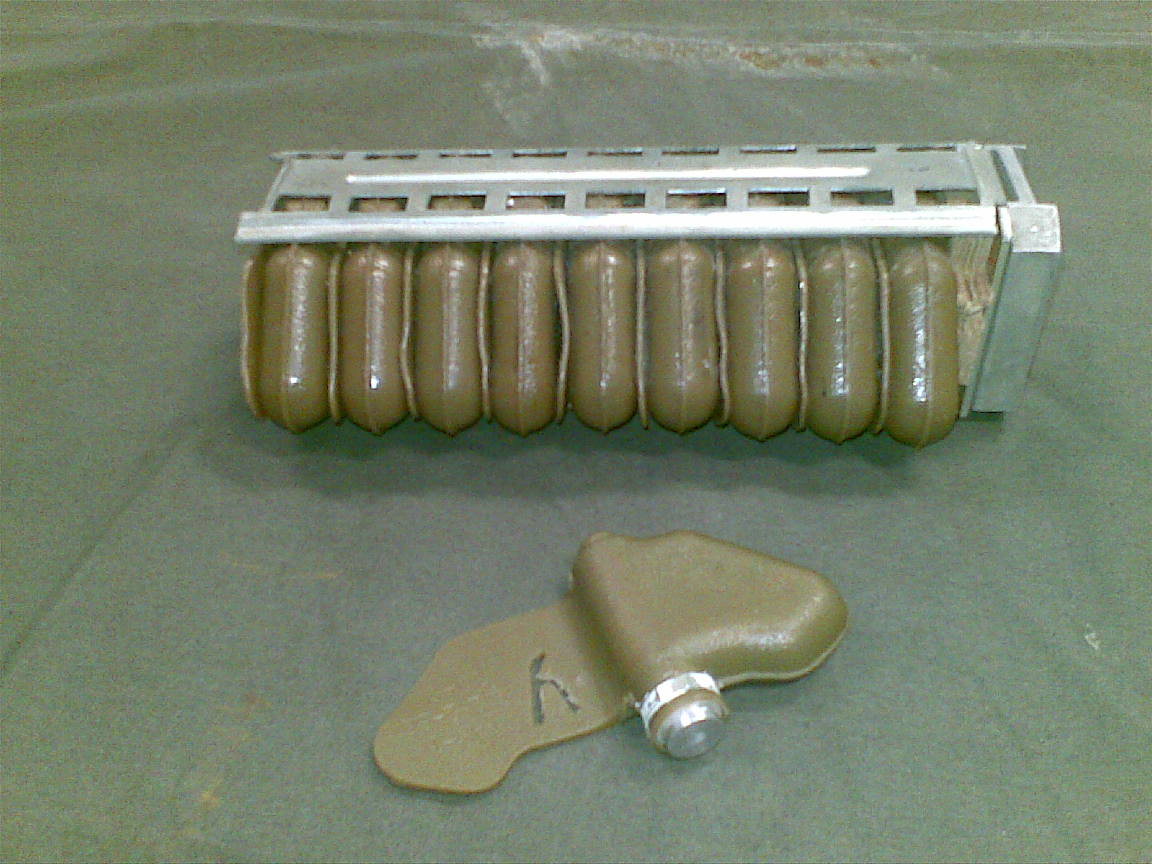
PFM-1 met behuizing

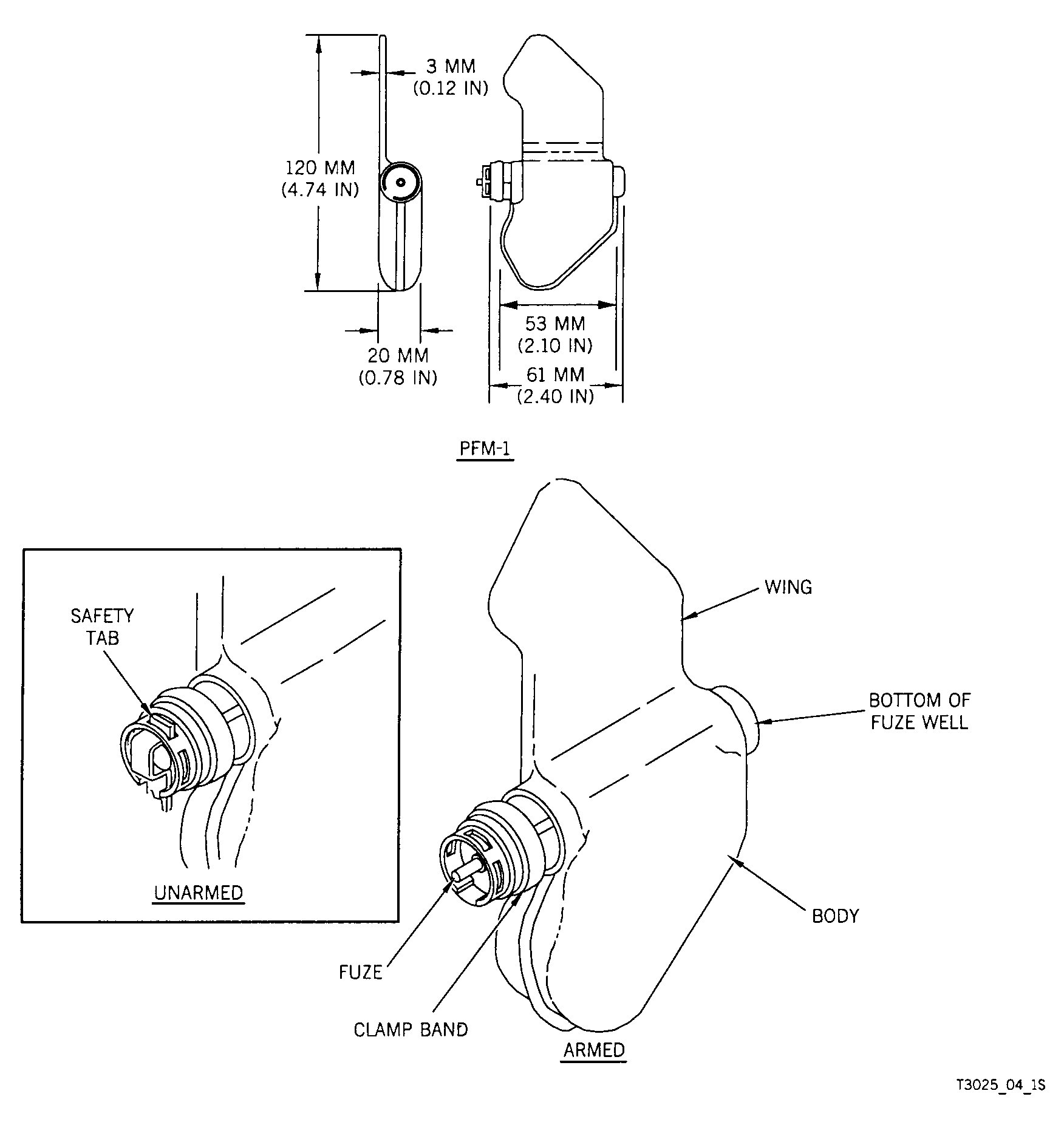
Schets van de PFM-1

De PFM-1 (Russisch: ПФМ-1, afkorting van противопехотная фугасная мина - 'explosieve antipersoneelsmijn'; NAVO-codenaam: Groene papegaai, ook bekend als vlinderbom) is een antipersooneelsmijn, geproduceerd door de Sovjet-Unie. Qua vorm en functie is de PFM-1 vergelijkbaar met de BLU-43-mijn van het Amerikaanse leger, de explosieve lading is echter anders. De PFM-1 kende zijn grootste inzet tijdens de Afghaanse oorlog. 

## Werking
De kern van de PFM-1 wordt gevormd door een plastic zakje met 37 gram vloeibaar springstof. De springstof bevindt zich in het dikkere gedeelte van de mijn. Een pin vormt de barrière tussen de ontsteker en de springstof. Wanneer deze pin wordt weggehaald, beweegt de ontsteker zich langzaam richting de springstof. Wanneer de ontsteker de springstof heeft bereikt, is de mijn geladen. Dit proces duurt tussen de één en veertig minuten. Door deze vertraging is de PFM-1 zeer geschikt om met de hand geplaatst te worden, maar ook om van afstand, als clusterbom - vanuit een vliegtuig of met krombaangeschut - geplaatst te worden. 
De mijnen zitten verpakt in een speciale behuizing die het afwerpen mogelijk maakt en alle mijnen tegelijk activeert. De grootte van deze behuizing is afhankelijk van de manier waarop de mijnen geplaatst worden. Zo kan een mortier een behuizing met twintig mijnen afschieten; een groter stuk artillerie een behuizing van wel driehonderd. De mijnen die uit een vliegtuig of helikopter worden geworpen, zitten meestal in een behuizing van 144 stuks. Het van afstand plaatsen van de mijnen heeft als gevolg dat de mijnen zich door de wind over een groot oppervlak verspreiden. De behuizing belandt meestal in hetzelfde gebied waar de mijnen liggen.

## Ontsteking
De PFM-1 ontploft wanneer de druk op de plastic huls groter wordt dan vijf kilogram. Het is een cumulatief drukmechanisme, dat wil zeggen dat één druk van vijf kilo genoeg is om de mijn te doen ontploffen, maar ook afzonderlijke, lichte aanrakingen. Daardoor is de PFM-1 zeer gevaarlijk. Een geladen mijn kan niet non-actief worden gemaakt. De enige manier om de mijn onschadelijk te maken is hem in situ te doen afgaan met behulp van een ander explosief.
Een variant van de PFM-1, de PFM-1S, ontploft automatisch na ongeveer vierentwintig uur.
De ontploffing van de PFM-1 is meestal niet dodelijk maar heeft zwaar letsel tot gevolg, zoals het verlies van een arm of been.

## Inzet
De PFM-1 werd veel gebruikt door het leger van de Sovjet-Unie tijdens de oorlog in Afghanistan (1979-1989). De mijn maakte veel burgerslachtoffers. Vooral kinderen werden door de PFM-1 verminkt of gedood, doordat ze de mijn vanwege zijn vorm en kleur voor speelgoed hielden.  Sommige politieke tegenstanders van de Sovjet-Unie in het Westen opperden dat de PFM-1 met zijn bijzondere vorm specifiek kinderen als doelwit had. In werkelijkheid was het de aerodynamica die de mijn zijn bijzondere vorm gaf. Door het grote aantal kinderen onder de slachtoffers werd het uitbannen van de PFM-1 een van de voornaamste doelen van de International Campaign to Ban Landmines.
De PFM-1 is afgezien van Afghanistan ook gebruikt in Armenië, Azerbeidzjan, Tsjetsjenië, Irak,  Somalië en Oekraïne. Hij is veelal donkergroen van kleur, hoewel er ook andere kleuren als kaki en beige geproduceerd zijn.